# Dan the Automator
Dan the Automator, de son vrai nom Daniel M. Nakamura, né le 29 août 1966  à San Francisco, en Californie, est un producteur de hip-hop, arrangeur et ingénieur du son américain d'origine japonaise.
Ses productions les plus connues sont celles de Dr. Octagon en 1996, Handsome Boy Modeling School en 1999 et 2004 avec Prince Paul, mais surtout la production des albums de Gorillaz (avant 2005 et Demon Days) en collaboration avec le chanteur de Blur, Damon Albarn.

## Biographie
Nakamura est un violoniste affirmé qui se lancera dans le DJing à l'adolescence. Il gagne en popularité en produisant l'album Dr. Octagonecologyst de Kool Keith, publié en 1996. Le studio de Nakamura, appelé The Glue Factory, enregistre pour DJ Shadow, Latyrx et d'autres artistes du label Solesides.
Avec Prince Paul, Nakamura forme un projet collaboratif appelé Handsome Boy Modeling School en 1999, endossant le rôle du personnage de Nathaniel Merriweather. En 1999, il s'assemble avec Del the Funky Homosapien et Kid Koala pour former Deltron 3030. Il produit aussi le premier album du groupe Gorillaz et est membre du duo Got a Girl, aux côtés de l'actrice Mary Elizabeth Winstead.

## Discographie
- 1996 : A Better Tommorow, remasterisé et ressorti en 2000 sous le titre A Much Better Tomorrow
- 1996 : Dr. Octagon (et DJ Qbert), Dr. Octagonecologyst
- 1999 : Handsome Boy Modeling School (avec Prince Paul), So... How's Your Girl?
- 1999 : Bombay the Hard Way: Guns Cars and Sitars
- 2000 : Deltron 3030 (avec Del tha Funkee Homosapien et Kid Koala), Deltron 3030
- 2001 : Gorillaz (avec Damon Albarn), Gorillaz
- 2001 : Lovage (avec Jennifer Charles et Mike Patton), Music to Make Love to Your Old Lady By
- 2001 : Bombay the Hard Way 2: Electric Vindaloo
- 2002 : Wanna Buy a Monkey?
- 2004 : Handsome Boy Modeling School, White People
- 2005 : Head Automatica (avec Daryl Palumbo), Decadence
- 2006 : 2K Sports Mixtape (Hosted By Clinton Sparks)
- 2006 : Dan The Automator Presents 2K7
- 2006 : Peeping Tom (avec Mike Patton), Peeping Tom
- 2008 : Men Without Pants (avec Russell Simins), Naturally
- 2008 : Anaïs Croze, The Love Album
- 2009 : Féfé, Jeune à la retraite
- 2011 : Remixes 2: 81–11 (remix Only When I Lose Myself) - Depeche Mode
- 2013 : Deltron 3030 (avec Del tha Funkee Homosapien et Kid Koala), Event 2
- 2014 : Got a Girl (avec Mary Elizabeth Winstead), I Love You but I Must Drive Off This Cliff Now